# أذينيات
أُذَينيات (الاسم العلمي: Auriculariales)، رتبة فطريات من طائفة الغاريقونانية. تضم الرتبة حوالي 200 نوعًا معروفًا في جميع أنحاء العالم،وتوضع ضمن ست فصائل أو أكثر، على الرغم من أن وضع هذه الفصائل غير مؤكد حاليًا. يُعتقد أن جميع الأنواع الموجودة في الأذينيات هي ترممية الغذاء، ينمو معظمها على الخشب الميت. تُزرع العديد من أجسام الفاكهة من أنواع جنس أذيني على نطاق تجاري، وخاصة في الصين.